# Ванкувър
Вижте пояснителната страница за други значения на Ванкувър.
Ванкувър (на английски: Vancouver) е канадски град в провинция Британска Колумбия. Той е най-големият град в западната част на страната и трети по големина в Канада. Населението на града е 631 486 души (2016). Ако се смятат всички предградия (над 20), които влизат в агломерацията Голям Ванкувър (Metro Vancouver), населението е около 2,5 млн. жители.
В града се провежда Зимна олимпиада 2010 г.

## География
Ванкувър е разположен на 49°16′ северна географска ширина и 123°7′ западна географска дължина, на мястото на вливането на река Фрейзър в Тихия океан.
Често се прави грешка, като се приема, че градът се намира на близкия остров Ванкувър. Двата географски обекта са кръстени така в чест на британския морски капитан Джордж Ванкувър (на английски: George Vancouver), който е изследвал района.

## Климат
Климатът на Ванкувър е един от най-меките в Канада. Средната температура е 3 °C през януари и 18 °C през юли. Средното количество на валежите е 1 219 mm годишно.

## Икономика
Градът е голям индустриален център. Пристанището на Ванкувър е най-голямото в страната с обработени над 77 милиона тона товари и 910 000 преминали пътници (2005). Дърводобивната и обработваща промишленост и минната индустрия са другите два стълба на местната икономика.
Живописната природа на града и околностите привлича и много туристи. Планините, океанът и горите, заобикалящи града, са привлекателно място за посетители от цял свят.
Ванкувър е главен център на канадската филмова индустрия.

## Население
| Година | Население |
| ------ | --------- |
| 1891   | 13 709    |
| 1901   | 26 133    |
| 1911   | 100 401   |
| 1921   | 117 217   |
| 1931   | 246 593   |
| 1941   | 275 353   |
| 1951   | 344 833   |
| 1956   | 365 844   |
| 1961   | 384 522   |
| 1966   | 410 375   |

| Година | Население |
| ------ | --------- |
| 1971   | 426 256   |
| 1976   | 410 188   |
| 1981   | 414 281   |
| 1986   | 431 147   |
| 1991   | 471 644   |
| 1996   | 514 008   |
| 2001   | 545 671   |
| 2006   | 578 041   |
| 2011   | 603 502   |

## Побратимени градове
- Гуанджоу, Китай от 1985 г.
- Далян, Китай
- Единбург, Шотландия от 1978 г.
- Йокохама, Япония от 1965 г.
- Йоханесбург, ЮАР
- Кито, Еквадор от 1956 г.
- Латакунга, Еквадор от 2005 г.
- Лос Анджелис, САЩ от 1986 г.
- Одеса, Украйна от 1944 г.
- Рио де Жанейро, Бразилия от 2010 г.
- Сеул, Южна Корея от 2007 г.

## Известни личности
Родени във Ванкувър
- Ариана Енгинър (р. 2001), актриса
- Пол Кария (р. 1974), хокеист
- Хейдън Кристенсен (р. 1981), актьор
- Райън Рейнолдс (р. 1976), актьор
- Майкъл Шенкс (р. 1970), актьор
- Дебора Кара Ънгър (р. 1966), актриса